# Coelioxys deani
Coelioxys deani är en biart som beskrevs av Cockerell 1909. Coelioxys deani ingår i släktet kägelbin, och familjen buksamlarbin. Inga underarter finns listade i Catalogue of Life.